# بو لارسون (لاعب هوكي الجليد)
بو لارسون هو لاعب هوكي الجليد سويدي، ولد في 13 مارس 1956 في السويد.

## وصلات خارجية
- بو لارسون على موقع EliteProspects.com (الإنجليزية)